# سكن(إله)

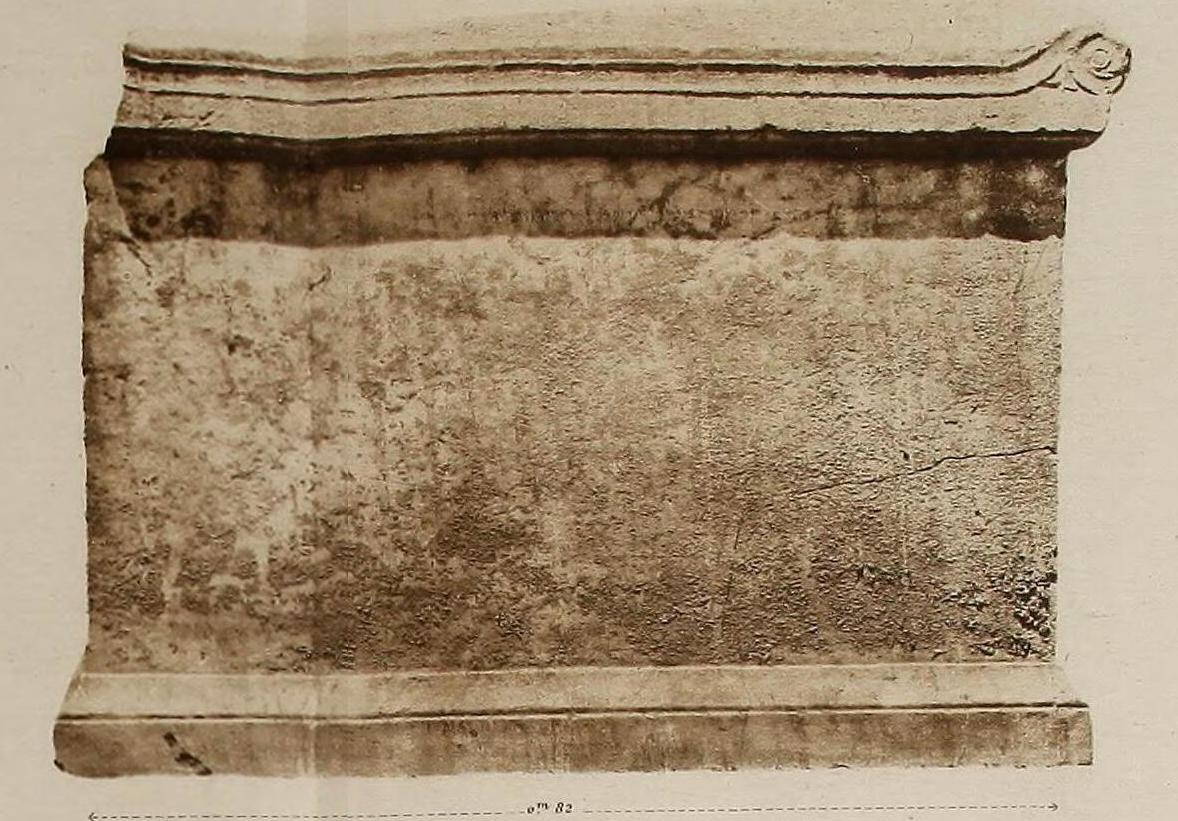
مذبح من بيرايوس مخصص لـ اسكن ادر (* إسكون)

سكن ربما ينطق سَكُّن(بالفينيقية 𐤎𐤊𐤍) كان إلهًا فينيقيًا .   وهو معروف بشكل رئيسي من الأسماء الثيوفورية مثل سكنيتن ( 𐤎𐤊𐤍𐤉𐤕𐤍) و جيسجو ( 𐤂𐤓𐤎𐤊𐤍 جرسكن)   اعتبارًا من عام 1940م، كُشفت أول الأدلة المكتوبة التي تعود للقرن الخامس قبل الميلاد. 
هناك إجماع على أن النطق الفينيقي للرسم المجرد سكن 𐤎𐤊𐤍 هو سَكُّون Sakkun ، وأن سَكُّون هو "المسؤول" أو "المشرف" وأنه جرت مطابقته مع هرمس اليوناني .   إلا أن ألبرت باومغارتنر Albert Baumgartner يشكك في ذلك ويزعم أن النطق ساكون ، وساكّون هي احتمالات أن تكون نطقًا صوتيًا اارسم المجرد كذلك، استنادًا إلى المقارنات مع تنقيط النص الماسوري للاسم اليوناني اكيش، والنسخ اللاتينية القديمة للاسم ( CIL VIII 698، 5099) وصيغ يوسابيوس ؛  ويزعم أن الأساس اللغوي ضعيف للارتباط بين الإله سكن والاسم الكنعاني سكن (النطق الصوتي المعاد بناؤه ساكينو ، بعد التحول الكنعاني سوكينو ) ؛  ويدعي أن الدليلين اللذين يثبتان المطابقة مع هرمس كلاهما خاطئ، فاللقب الهوميري لهيرمس سوكوس Σωκος( Sōkos ) في الإلياذة (20، 72) ونقش فينيقي يكرس مذبحًا لساكون ( KAI 58 ) وجد في بيرايوس بالقرب من مذبح مخصص لهرمس وآخر لزيوس سوتر (واقترح قراءتهما معًا كنقش ثنائي اللغة  ) : ربما يكون اللقب مشتقًا من الفعل يقدر σωκέω ولا يوجد سبب لقراءة النقوش على أنها واحدة كما أن فيلون الجبيلي ، الذي كان تفسيره اليوناني للآلهة الفينيقية موثوقًا به، يحدد هرمس مع تاوتوس (= تحوت ). 

## هوامش
1. ↑  KAI 58, see CIS I 118 (p. 145) for discussion
2. 1 2  Benz، Frank L. (1972). Personal Names in the Phoenician and Punic Inscriptions. Gregorian Biblical BookShop. ص. 365.
3. 1 2  Donner, Herbert; Rölig, Wolfgang (1962). نقوش كنعانية وآرامية (كتاب), Band II: Kommentar (بالألمانية). Otto Harrassowitz. p. 72.
4. ↑  Baumgartner 1981، صفحات 42.
5. ↑  Slouschz، Nahoum (1942). Thesaurus of Phoenician Inscriptions (بالعبرية). Dvir. ص. 62.
6. ↑  Barr، James (1974). "Philo of Bylos and his "Phoenician History"" (PDF). Bulletin of the John Rylands University Library. ج. 57: 36. مؤرشف من الأصل (PDF) في 2023-05-17.
7. ↑  Albright، William Foxwell (1940). From the Stone Age to Christianity. The Johns Hopkins Press. ص. 243.
8. ↑  Baumgartner 1981، صفحات 42-3.
9. ↑  Baumgartner 1981، صفحات 43.
10. ↑  Baumgartner 1981، صفحات 43-4.
11. ↑  First by Schröder، Paul (1869). Die Phönizische Sprache. Verlag der Buchhandlung des Waisenhauses. ص. 197. Then by Cooke، George Albert (1903). Text-book of North-Semitic Inscriptions (NSI): Moabite, Hebrew, Phoenician, Aramaic, Nabataean, Palmyrene, Jewish. Clarendon Press. ص. 100.
12. ↑  Baumgartner 1981، صفحات 44-5.